# Валарино, Джулиан
Джулиан Валарино (англ. Julian Valarino; 23 июня 2000, Гибралтар) — гибралтарский футболист, полузащитник клуба «Линкольн Ред Импс» и сборной Гибралтара.

## Биография

### Клубная карьера
Воспитанник клуба «Линкольн Ред Импс». В его составе дебютировал в чемпионате Гибралтара в сезоне 2020/21, сыграв в первой части сезона 6 матчей. По итогам сезона «Линкольн» стал чемпионом Гибралтара, однако вторую половину сезона Валарино провёл в аренде в клубе «Линкс». В августе 2021 года был отдан в годичную аренду в «Сент-Джозефс».

### Карьера в сборной
Выступал за сборные Гибралтара во всех возрастных категориях. В основную сборную Гибралтара впервые был вызван в марте 2021 года на матчи отборочного турнира чемпионата мира 2022 и 24 марта дебютировал в домашней встрече со сборной Норвегии, в которой вышел на замену на 78-й минуте вместо Ли Касьяро.

## Достижения
«Линкольн Ред Импс»
- Чемпион Гибралтара: 2020/21